# Johann Heinrich Acker
Johann Heinrich Acker (Naumburg, 12 agosto 1647 – Gotha, 21 settembre 1719) è stato uno storico tedesco.
Studiò presso la scuola regionale di Pforta (Schulpforta). Nel 1669, studiò a Jena dove divenne, anche, direttore della facoltà filosofica. Nel 1673 diventò coadiuvante e parroco nei pressi di Gotha, e nel 1689 divenne sovrintendente e cappellano di corte a Blankenhain. Si dimise nel 1717 a causa di una malattia e successivamente si trasferì a Gotha, dove morì nel 1719.

## Pubblicazioni principali
- Historia reformationis ecclesiasticae tempore primitivae ecclesiae, 1685, 1715, Jena.